# ملائكة الشوارع (فلم)
ملائكة الشوارع فيلم دراما مصري للمخرج حسن الصيفي عام 1985، كتب القصة والسيناريو والحوار نبيل غلام. الفيلم من بطولة آثار الحكيم، ممدوح عبدالعليم، شكري سرحان، زهرة العلا، مريم فخر الدين، ونبيل بدر  وتدور الأحداث حول قصة حب وزواج ابنة الباشا وابن سائق الباشا، وما يحدث من التفريق بينهم والتخلص من مولودتهم التي تنشأ في إصلاحية ولا تدري عن والديها ولا ما ينتظرها من أحداث.
صدر الفيلم إلى دور العرض المصرية في أول أبريل 1985.
منح موقع قاعدة بيانات الأفلام العربية «السينما.كوم» الفيلم درجة 5.1/ 10.

## طاقم التمثيل
آثار الحكيم: في دور فاطمة عادل أمين
ممدوح عبد العليم: في دور محمود (الصبي اللقيط)
شكري سرحان: في دور الدكتور عادل أمين (ابن سائق الباشا)
زهرة العلا: في دور شريفة محمد حجيجة (ابنة الباشا - والدة فاطمة)
مريم فخر الدين: في دور شقيقة شريفة
نبيل بدر: في دور حسن (سكرتير الباشا وزوج شريفة)
حافظ أمين: في دور خلف (الجنايني)
سناء جميل: في دور مشرفة الإصلاحية
رأفت فهيم: في دور عبد الحميد (زوج المشرفة)
عبد الله محمود: في دور عبد الله النشال
أحمد سلامة: في دور زكريا (نزيل الإصلاحية)
ثريا عز الدين: في دور الممرضة
حلمي الغمراوي: في دور فراش الإصلاحية
علي عرابي: في دور سفرجي الدكتور عادل
بدرية عبد الجواد: في دور حميدة (الشغالة)
طلعت زكريا: في دور نقيب الشرطة
بالاشتراك مع: نبيل أمين – نجيب السلحدار 

## أحداث الفيلم
تقع ابنة الباشا شريفة (زهرة العلا)، في حب عادل (شكري سرحان) ابن سائق الباشا، وتهرب معه وتتزوجه، يلاحقها الباشا ويجبرهم على الطلاق، ولكن شريفة تكتشف أنها حامل، وينتظر الباشا حتى تضع حملها. يلقي الباشا بالمولودة في حديقة الحيوانات، ثم يزوج شريفة من سكرتيره حسن (نبيل بدر). تعيش شريفة 17 عام مع زوجها حسن وهي تنفق عليه، بينما توضع المولودة في ملجأ للأيتام. يعيش محمود (ممدوح عبد العليم)، الصبي اللقيط، في دار للايتام، ويتبناه رجل ثري، ويتعهده بالرعاية والتعليم حتى يلتحق بمعهد الموسيقى، وعندما يموت الثري، يسارع أهله بإعادة محمود إلى إصلاحية الأحداث مع النشالين والمجرمين. كانت مشرفة الإصلاحية (سناء جميل)، هي ذاتها مشرفة ملجأ الأيتام، ولأنها محرومة من الإنجاب، فقد أخذت فاطمة (آثار الحكيم)، التي عثر عليها في حديقة الحيوان، لتعمل خادمة في فيلتها الكبيرة، كما أخذت محمود ليعمل خادماً أيضاً، ويقيم مع الجنايني خلف (حافظ أمين) في حجرته. يمرض عم خلف، أثناء غياب المشرفة وزوجها عبد الحميد (رأفت فهيم)، فيقوم محمود بمساعدة فاطمة في إسعاف الرجل واستدعاء من يعالجة، ويتقارب محمود وفاطمة. تقتحم مجموعة من شباب الإصلاحية فيلا المشرفة بغرض الإنتقام منها، وأثناء ذلك يسقط عم خلف ويظن محمود وفاطمة أنه توفي ويلوذوا بالفرار والاختباء في قصر الرجل الثري، الذي كان متبنياً لمحمود. تنشر الصحف تفاصيل حياة الهاربة فاطمة، وأنها وجدت في حديقة الحيوانات، وتقرأ شريفة الخبر، وتذهب للإصلاحية وتلتقي بالمشرفة، وتقص عليها قصتها، وتفيدها المشرفة أنها لا يمكن أن تسترد إبنتها، إلا بحكم محكمة، بعد إثبات النسب في وجود والدها. يعترف عم خلف أن محمود وفاطمة أبرياء من محاولة قتله، ويتم القبض على الجناة. تلتقي فاطمة مع والدتها التي لا تستطيع  تفسير وجودها أمام زوجها حسن، فتستأجر لها مكان لإقامتها، وتعرف فاطمة أن والدها هو الدكتور عادل أمين وتذهب لمقابلته دون إخباره بأنها إبنته، ويشعر الدكتور عادل إنها غير جادة، فيدفعها بعيداً، فيصطدم رأسها، وتفقد البصر، ويشخص الدكتور عادل طبيب العيون انها عمى نفسي مؤقت. تتحمل شريفة مصاريف العلاج، بينما يشك حسن في تصرفات زوجته شريفة، كما تنتقد الشغالة حميدة (بدرية عبد الجواد) تصرفات سيدتها، ويبدأ حسن مراقبتها حتى تصل لبيت فاطمة ويتصادف وجود محمود، ويظن أنه عشيق زوجته، فيساومها على الطلاق مقابل 100 ألف جنيه. يتسلم حسن شيك مؤجل بالمبلغ، ولكن محمود يستعين بصديقه من الإصلاحية، عبد الله النشال (عبد الله محمود) ليسرق الشيك من حسن، ويعيده إلى شريفة. يعلم الدكتور عادل بالمصادفة أن فاطمة هي إبنته، وكانت مفاجأة أعادت لفاطمة بصرها، ويتقدم محمود للزواج من فاطمة، وينتظر الدكتور عادل انقضاء عدة شريفة ويتزوجها.

## استقبال الفيلم
كتب فراس الور على الموقع الأردني «جراسا» في 9 فبراير 2017: «أن الحبكة الاساسية تتمحور حول ممدوح وفاطمة وكفاحهم لإيجاد حل منطقي لمشاكلهم فقصة شريفة والدتها مع حسن لها صلة ثانوية بهذه الحبكة لأن تمت معالجتها بصورة جذرية ضمن مشاهد فعالة في صلب السيناريو كمسبب لمأساة فاطمة لذلك أي ضعف درامي هو غير مقبول بفيلم بهذا الحجم والرسالة. وهنالك عملية نشل محفظة حسن من قبل عبد الله برفقة محمود وبعدها التقائهم بشريفة...فكانت دراميا سهلة التوقع ولم تصقل بالصورة الجيدة»،

## وصلات خارجية
- مقالات تستعمل روابط فنية بلا صلة مع ويكي بيانات
- ملائكة الشوارع على موقع الدهليز
- ملائكة الشوارع على موقع كاروهات